# Kamil Kurkianiec
Kamil Kurkianiec (ur. 13 stycznia 1980) – polski koszykarz na pozycji rozgrywającego w zespole Spójni Stargard (1997–2001); w zespole AZS Szczecin zakończył karierę (2001–2003).

## Życiorys

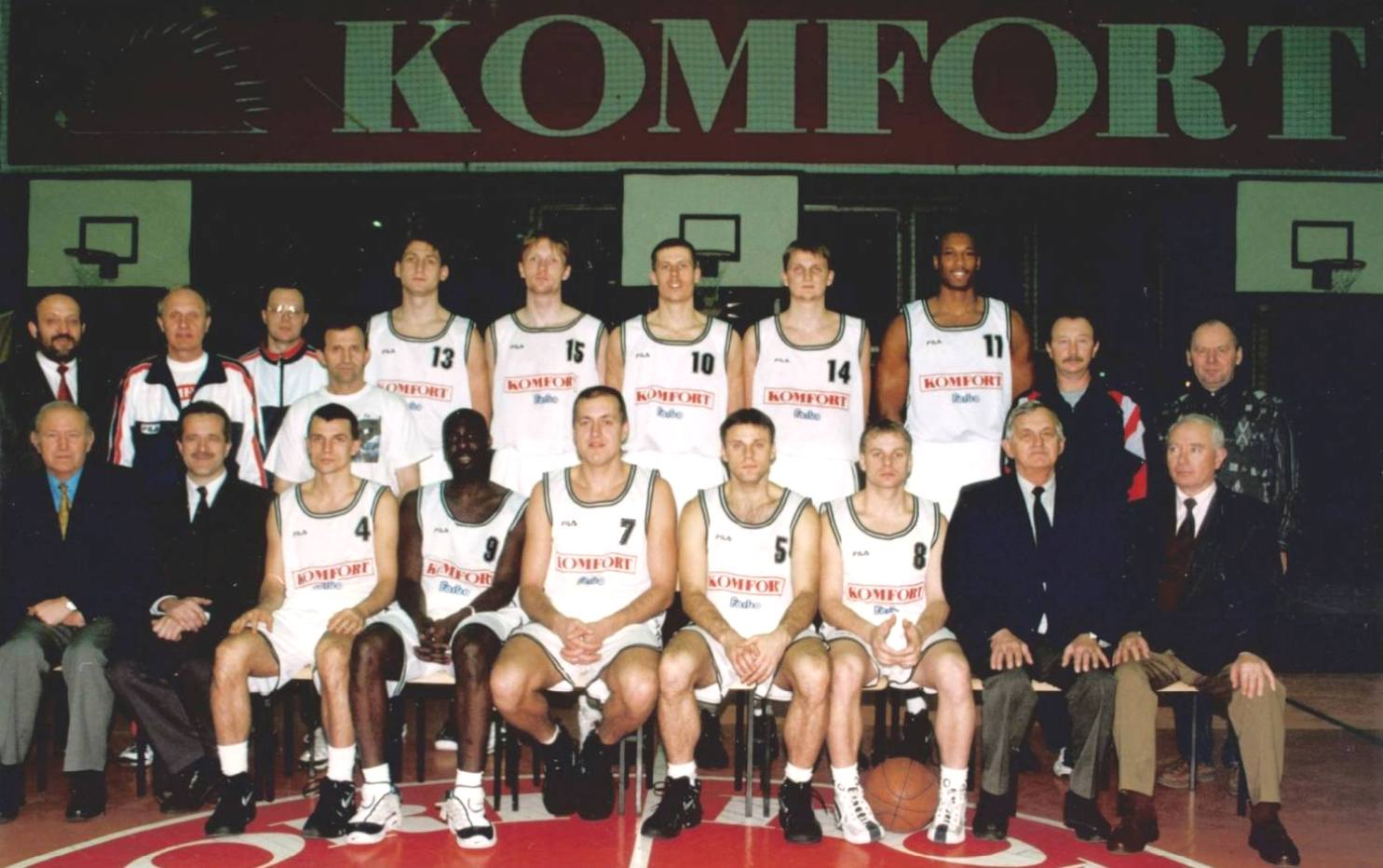
Kamil Kurkianiec grał w klubie Komfortu Forbo Stargard (1998–1999)

Kamil Kurkianiec urodził się 13 stycznia 1980. W roku 1997 w wieku 18 lat rozpoczął treningi w ekstraklasowym (PLK) zespole Komfort Forbo Stargard, ale w sezonie 1997/1998 nie zagrał w oficjalnym meczu. Zadebiutował w 1998, gdzie w sezonie 1998/1999 rozegrał w stargardzkim zespole 13 meczów. W roku 1999 rozpoczął sezon 1999/2000 dalej w stargardzkiej drużynie, gdzie uczestniczył w 4 spotkaniach. W sezonie 2000/2001 zagrał w Spójni Stargard w 3 meczach. W Stargardzie rozegrał w ekstraklasie 20 spotkań, po czym w roku 2001 zadebiutował w drugoligowym AZS Szczecin z trenerem Stanisławem Kosiem, gdzie zagrał tylko 1 mecz. Jego drużyna na zakończenie rozgrywek sezonu 2000/2001 zajęła 12 miejsce i spadła z II ligi. Reorganizacja rozgrywek ligowych spowodowała powiększenie II ligi do 4 grup po 8 zespołów i tym samym AZS Szczecin ponownie znalazł się w gronie II-ligowców w sezonie 2002/2003. W roku 2003 zakończył grę w szczecińskim zespole, gdzie w sezonie 2002/2003 rozegrał 23 spotkania. W sumie w swojej karierze zanotował 44 mecze i zdobył 154 pkt. ze średnią 3,5.

## Osiągnięcia
Na podstawie, o ile nie zaznaczono inaczej.

### Drużynowe
- VIII miejsce PLK (1999)
- VIII miejsce PLK (2000)
- V miejsce PLK (2001)

## Historyczne składy Kamila Kurkiańca (zawodnik)

### Sezon 1998/1999 (rozgrywki w PLK)

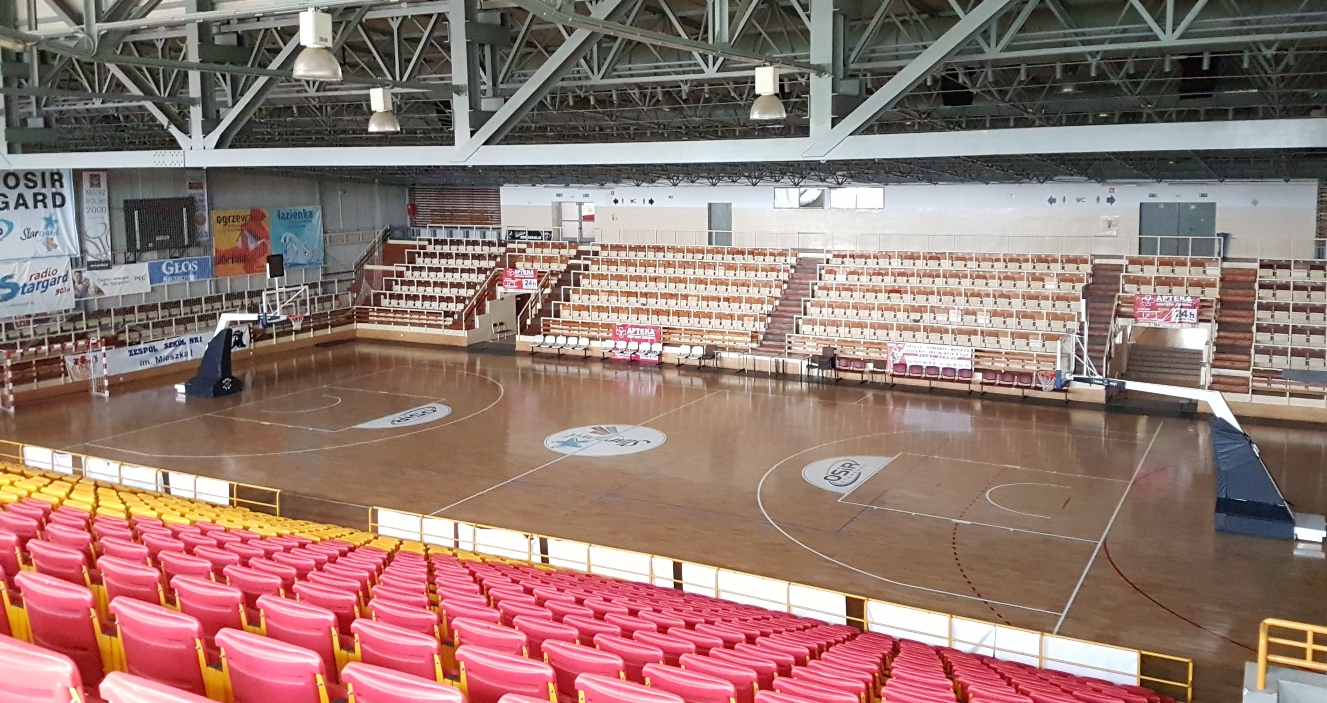
Kamil Kurkianiec zadebiutował w Spójni w hali sportowej w 1998

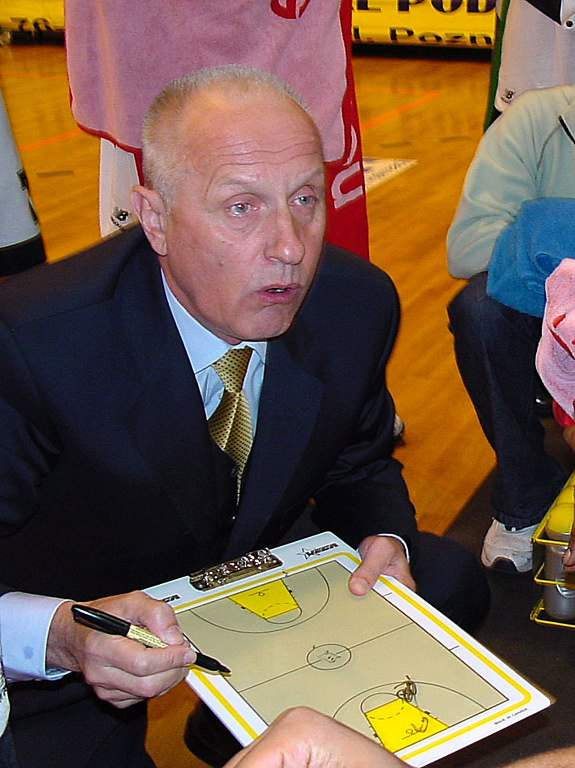
Tadeusz Aleksandrowicz był trenerem Kurkiańca

Kamil Kurkianiec zadebiutował w stargardzkim zespole w 1998. Grał w różnych składach, z następującymi zawodnikami:
Skład z lat 1998/1999:
| Nr | Poz. | Nar.              | Nazwisko i imię    | Data urodzenia | Wzrost | Masa ciała |
| -- | ---- | ----------------- | ------------------ | -------------- | ------ | ---------- |
| 4  | R    | Polska            | Kościuk, Robert    | 1969-01-17     | 186 cm |            |
| 8  | S    | Polska            | Krzemiński, Łukasz | 1980-06-16     | 201 cm |            |
| 7  | S    | Polska            | Cieliński, Marek   | 1969-04-25     | 198 cm |            |
| 10 | S/C  | Polska            | Molenda, Andrzej   | 1975-02-07     | 203 cm |            |
| 9  | S/R  | Stany Zjednoczone | Upshaw, Kelvin     | 1959-12-16     | 188 cm |            |
| 11 | C    | Stany Zjednoczone | Stern, Jeff        | 1968-08-24     | 208 cm |            |
| 13 | C    | Polska            | Grudziński, Wiktor | 1978-04.-9     | 207 cm |            |
| 14 | S    | Polska            | Morkowski, Robert  | 1974-08-21     | 200 cm |            |
| 15 | S    | Polska            | Wiekiera, Paweł    | 1978-01-14     | 205 cm |            |
| 3  | S    | Polska            | Kurkianiec, Kamil  | 1980-01-13     | 190 cm |            |
| 5  | R    | Litwa             | Aidietis, Giedrius | 1974-03-12     | 206 cm |            |
| 6  | S    | Polska            | Nowak, Michał      | 1980-09-27     | 198 cm |            |

Trener:  Tadeusz Aleksandrowicz
 Asystenci: Mieczysław Major

### Sezon 1999/2000 (rozgrywki w PLK)
Kamil Kurkianiec w sezonie 1999/2000 grał w Spójni w PLK w składzie:

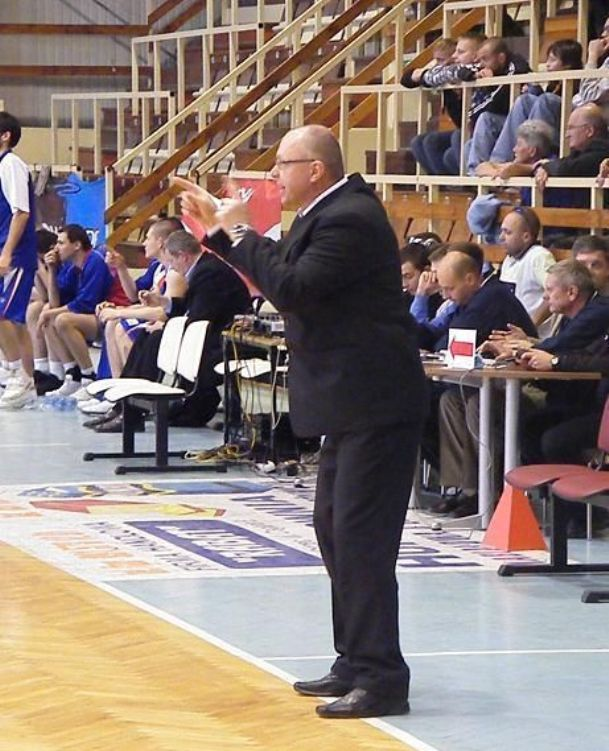
Mieczysław Major był trenerem asystentem Kamila Kurkiańca

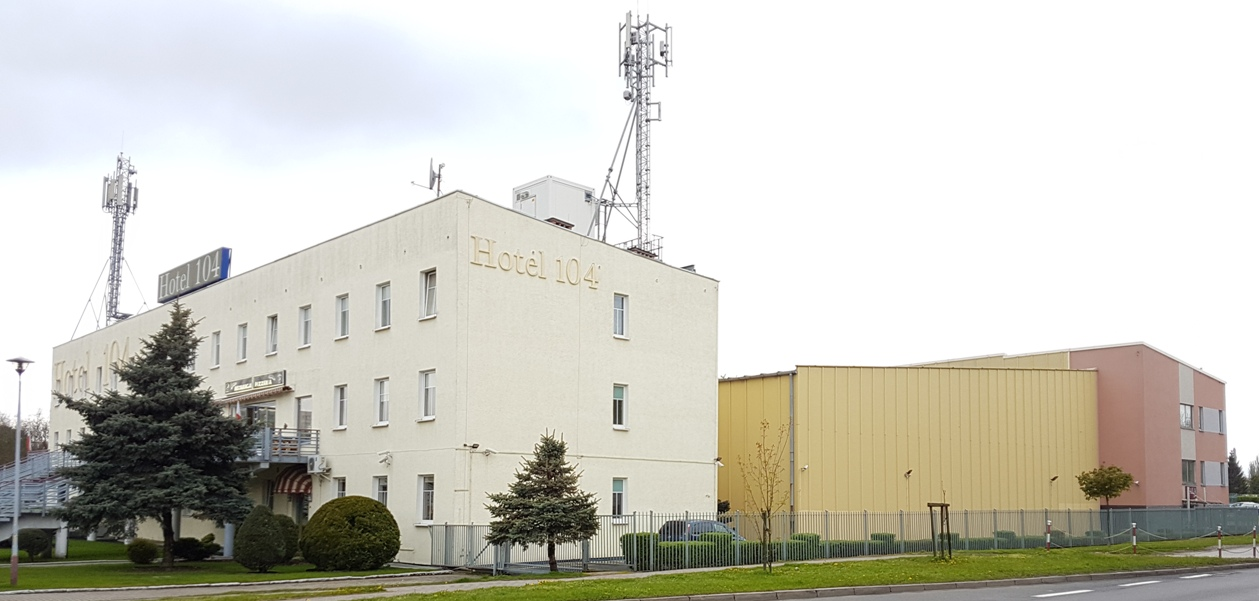
Kamil Kurkianiec ostatni sezon w stargardzkiej hali zagrał 2000/2001

Skład z lat 1999/2000:
| Nr | Poz. | Nar.                | Nazwisko i imię      | Data urodzenia | Wzrost | Masa ciała |
| -- | ---- | ------------------- | -------------------- | -------------- | ------ | ---------- |
| 15 | S    | Polska              | Wiekiera, Paweł      | 1978-01-14     | 205 cm |            |
| 13 | C    | Polska              | Grudziński, Wiktor   | 1978-04.-9     | 207 cm |            |
| 14 | S    | Polska              | Morkowski, Robert    | 1974-08-21     | 200 cm |            |
| 3  | S    | Polska              | Kurkianiec, Kamil    | 1980-01-13     | 190 cm |            |
| ?  | C    | Polska              | Bigus, Rafał         | 1976-07-12     | 215 cm |            |
| ?  | ?    | Stany Zjednoczone   | McGruder, Prentice   | 1974           | 192 cm |            |
| 8  | S    | Polska              | Krzemiński, Łukasz   | 1980-06-16     | 201 cm |            |
| 6  | S    | Polska              | Nowak, Michał        | 1980-09-27     | 198 cm |            |
| 7  | O    | Polska              | Nizioł, Piotr        | 1969-01-15     | 190 cm |            |
| ?  | S    | Polska              | Słomiński, Adam      | 1980           | 202 cm |            |
| 10 | O    | Polska              | Liśkiewicz, Marcin   | 1981           | 192 cm |            |
| 11 | S    | Serbia i Czarnogóra | Pokrajac, Damir      | 1966-10-21     | 205 cm |            |
| 9  | S    | Litwa               | Staskunas, Paulius   | 1974-05-20     | 198 cm |            |
| ?  | O    | Stany Zjednoczone   | Wilson, Marcus       | 1977-08-08     | 191 cm |            |
| ?  | S/C  | Polska              | Ziółkowski, Wojciech | 1972-04-26     | 205 cm |            |

Trener:  Tadeusz Aleksandrowicz
 Asystenci: Mieczysław Major